# Boško Beuk
Boško Beuk je muzičar, pjevač, tekstopisac i aranžer. Pisac, pjesnik i kolumnista. Vrstan umjetnik. Rođen je u Gornjim Klakarima, opština Brod, SFR Jugoslavija.23. novembra 1955. 
Odmah poslije rođenja njegova familija se preselila na područje Baranje, gdje je odrastao, školovao se i započeo svoju muzičku karijeru.

### Početak karijere
Prve muzičke korake je načinio kao učenik osnovne škole u baranjskom sastavu Bijele Lale iz Jagodnjaka. Okosnicu i standardnu postavu grupe činili: su Drago Barat - solo gitara, Ivica Barat - ritam gitara († 2004), Ljubiša Balaban - bubnjevi († 2005), Franjo Vukašinac - klavijature i vokalni solista Mladen Tekila. Boško je svirao na harmonici repertoar Bitlsa, Frenka Sinatre, Roda Stjuarta i drugih zvijezda svjetske i domaće muzičke scene. Poseban doprinos dao je svojim dolaskom Hari († 20..) koji je svirao trubu.
Beuk je ubrzo postao glavni vokal benda. Bijele Lale su postale jedan od najpopularnijih sastava Slavonije i Baranje. Bili su pobjednici mnogih gitarijada, a Ivica i Boško su bili proglašavani najboljim vokalima regije. Sticajem okolnosti Boško je postao i bubnjar u bendu, koji je napustio Ljubiša Balaban. Dvojna uloga pjevača i bubnjara trajala je vrlo dugo. Bijele Lale su bile jedina grupa iz regiona koja je u to vrijeme imala redovne nastupe u Mađarskoj. Višestruki je pobjednik na nekoliko festivala zabavne muzike: Baranja pjeva, Festival zabavne muzike u SŠC Beli Manastir, Dardi.
Raspadom Bijelih Lala, Boško je započeo svoju muzičku karijeru sa mnogim muzičarima iz Baranje, Osijeka, pa i šire. Sarađivao je sa Draganom Nemetom (†), Slavkom Marjanovićem (†), Zdenkom Futom, Goranom Senićem - Džingom, Darkom Štefanecom (†), Franjom Kerovecom, Petrom Krstanovićem, Dragom Čolakovićem, Vojom Jovanovićem i mnogim drugima.
Bend Baranja ekspres, kasnije Bodra, bio je jedan od boljih grupa Slavonije i Baranje. Grupu su činili: Goran Mrđa - klavijature, Josip Crnčec - klavijature, Vjekoslav Miling - gitara, Darko Dragosavljević - bas gitara, Željko Božić - bubnjevi, kasnije Dragan Jagar - Grga i vokal Boško Beuk. Goran Mrđa i Beuk su započeli pripremu prvog albuma benda. Međutim događaji koja su se desili 1991. i kasnije, doveli su do raspada benda i, samim tim, i do obustave snimanja albuma.

## Evropska karijera

### Karijera u Austriji
Krajem 1991. godine Beuk je otišao u Austriju, gdje je nastavio da nadograđuje svoj muzički talenat. Svoj prvi album „Wenn's mich einmal nicht mehr gibt“ snimio je 1994. u studiju Petera Morica, koji je bio i producent. Na albumu su svirali Peter Moric, Bernd Kofler i Boško Beuk. 
Pjesme „In dir der Wahnsin Brent“, „Alles verwehte der Wind“, „Wenn's mich einmal nicht mehr gibt“, „Wie Romeo und Julia“ su postale slušane pjesme na radio stanicama Austrije, sjeverne Italije i Njemačke. Promovišući album, nastupao je po cijeloj Austriji. 
Pogođen dešavanjima u Jugoslaviji, svoje osjećaje, razmišljanja i viđenje cijele situacije opisao je i opjevao na albumu „Putuj Evropo“ 1995. Izdvajaju se pjesme „Ne bacajte cigle berlinskoga zida“, „Meta smo svi“, „Postao sam niko“.
Sa Simonom Šimatom iz Maribora i Bojanom Logarom iz Celja, započeo je rad na novom albumu, „Meine Welt“, koji je dosta kasnije objavljen u Njemačkoj (2004). Na albumu se pojavljuju Bora Đorđević, kao gost za pjesmu „Amsterdam“, na bas gitari se pojavljuje Nešo Japanac.

### Snimanje i nastupi u Holandiji i Njemačkoj
Godine 1998. Beuk se preselio u Holandiju. Ubrzo je snimio i izdao album „I muškarci nekad plaču“ 1999. Sarađivao je sa Điđijem Jankelićem (bivšim bubnjarom Bijelog Dugmeta) kojem je snimio i producirao kompletan album „Nisam znao“ na kojem je autor svih pjesama, Ljubišom Racićem, gitaristom i osnivačem grupe Formula 4. Zajedno su nastupali po Njemačkoj i Holandiji. Sa njima u postavi je bio i Željko Bosanac.
Intenzivno je radio kao autor Samiru Zilkiću - Zilki, Sanji Musić, Radetu Todiću. Uspješnu saradnju je ostvario sa DJ Max-om, Isak de Niel-om, Mousse Patht M'Bay-eom i drugima.
U Njemačkoj je 2004. izašao album „Meine Welt“, a pjesma „Du bist meine Primadonna“ je dugo vremena bila među prvih 50 pjesama njemačke top liste. Iste godine je snimio instrumentalni album „Morning at the Kopačevo Like“, posvećen Baranji i sredini u kojoj je odrastao, školovao se i započeo svoju karijeru, na kojem je gostovao Maki Jabandžić (harmonika i klavijature). Na albumu se nalazi nekoliko njegovih pjesama i nekoliko obrada poznatih pjesama: „Emina“, „Kaleš bre Anđo“, „Čaj šukarije“. „Voice Craing“, „Strong“, „Morning at the Kopačevo Like“ samo su neke od njegovih pjesam na tom albumu. Taj album je i bio povod osnivanja grupe Musica Balcana, koju su činili: vokalna solistkinja Alma Kuruglić, Faruk Karabegović - flauta/vokal, Maki Jabandžić - harmonika/klavijature, Sergej Kreso - bubnjevi/vokal i Boško Beuk - vokal/klavijature. Musica Balcana je nastupala širom Holandije na festivalima i World Music centrima.
Sve ove godine je nastupao po zemljama zapadne Evrope: Holandija, Njemačka, Belgija, Austrija, Švajcarska, Francuska i druge.

### Karijera u Španiji
Već 2004. godine je uspostavio saradnju sa španskim pozorištem za djecu „Lutak Teatre“ i snimio i komponovao instrumentalni album za djecu „La guera de los quentos“ koji je izašao 2005. godine. Iste godine se preselio u Španiju, gdje je vrlo brzo stekao popularnost u provincijama Katalonija i Valensija. Svoj repertoar je proširio latino repertoarom. Nastupao je duž obale, od Barselone do Alikantea.
Povratak u Španiju je bio neminovan, jer je Španija zemlja u kojoj se Boško pronašao. 2010. u novembru, definitivno se vraća u Španiju, gdje nastavlja već davno započet rad. Na novom albumu za špansko i latino tržište "La Costa" (Obala) suradjuje sa tekstopiscima Daliborkom Kiš Juzbašom, Marcel Diaz Garcia i gitaristima Srdjanom Brankovićem iz grupe AlogiA, David Spann USA, Ljubišom Racićem iz Formule 4. Album "La Costa" izlazi u aprilu 2012. godine. Video spot za pjesmu "La Costa" je objavljen u decembru 2011.

### Radovi u Bosni i Hercegovini
Godine 2007. je došao u Banjaluku. Po uzoru na latino grupe, ubrzo je osnovao bend Vamos a bailar, koji je iste godine izdao istoimeni album. Bend je bio prepoznatljiv i jedinstven na tim prostorima. Nastupao je širom Bosne i Hercegovine.
Sarađivao je sa Tonijem Popovićem, Jelenom Šukalom, grupom R.I.P. i drugim banjalučkim muzičarima. Njegove pjesme u izvođenju drugih izvođača su osvajale nagrade na domaćim festivalima u Banjaluci, Bihaću i Zenici.
Godine 2010. je izdao singl pod nazivom „Život nije fer“, sa istoimenom pjesmom i pjesmom „Daliborka“. Singl je slušan na svim radio stanicama BiH i regije. Uskoro je pripremio kompletan album sa pjesmama „Desert Song“, „Obala“, „Azilant“ (tekstove ovih pjesama je napisala Daliborka Kiš Juzbaša), „Samo ti i ja“, „Tebi za Božić“ i druge.

## Projekat "Banja Luka Rock Open Air"
Muzički festival „Banja Luka Rock Open Air“, čiji je idejni tvorac i pokretač Boško Beuk, održava se od 2009. godine u Banjaluci, na lokaciji tvrđave Kastel u Republici Srpskoj, Bosna i Hercegovina. Stalni termin održavanja Festivala je posljednja sedmica juna. Traje tri dana i okuplja grupe različitih muzičkih pravaca sa više kontinenata. 
Festival se održava u sklopu ljetnog banjalučkog kulturnog programa BALF.
Uz podršku administracije Grada Banja Luka i angažman glavnog medijskog pokrovitelja Radio Televizije Republike Srpske, Festival je dobio formu i postao subjekt u promovisanju Grada, Republike Srpske i Bosne i Hercegovine.

## Diskografija

### - 1994
1. Omot albuma „“
2. Wenn´s_mich_einmahl.jpg‎

### Putuj Evropo - 1995
1. Putuj Evropo
2. Meta smo svi
3. Čuj pričaju
4. Tri curice male Omot albuma „“
5. Ne bacajte cigle Berlinskoga zida
6. Evo zima je
7. Postao sam niko
8. Zašto se obrazi tvoji crvene
9. Recke na papiru
10. Ne, nije po meni

### I muškarci nekad plaču - 2002
1. Nek' ti drugi oprosti
2. Zašto decembar šuti
3. Ova noć nek' potraje Omot albuma „“
4. Rastajemo se u ime ljubavi
5. Nasmješi se
6. I muškarci nekad plaču
7. Ostanimo samo prijatelji
8. Tvoja ruka u mojoj ruci
9. Zaigraj ti
10. Hajde dođi da igramo
11. Nepomičan zid
12. Na trenutak vrati se meni
13. Postajemo stranci
14. Mnogo razloga

### - 2005
1. Omot albuma „“

### - 2007
1. Znamo Omot albuma „“
2. Pogledaj danas opet u mene
3. Ispao sam laik
4. Tango u parku
5. I nek' potraje sve
6. Želim živjeti sam
7. Dodaj mi gitaru
8. Božić je (bonus pjesma)

### Život nije fer - 2010
1. Život nije fer
2. Daliborka

### La Costa - 2012
Album na španskom jeziku 
1. La Costa
2. Cancion Desierto
3. Tenias tu otro yo
4. Solo tu y yo
5. Fotografia
6. No es el fin
7. Tu como estas
8. Atardecer
9. Seimpre te vas
10. Marzo

### Obala - 2012
Objavljen digitalno
1. Obala
2. Desert song
3. Život nije fer
4. Daliborka
5. Fotografija
6. Imala si svoje drugo ja
7. Samo ti i ja
8. Želim živjeti sam

### Lass die Stille sprechen - 2012
Akusutični album na njemačkom
1. Lass die Stille sprechen
2. Fotografie
3. Ich wuste nicht
4. Es wäre schön